# Mensa (constelación)
Mensa o la Mesa es una constelación austral, introducida por Nicolas Louis de Lacaille bajo el nombre de Mons Mensae (latín para meseta). El nombre hace referencia específicamente a la montaña de la Mesa (equivalente literal a Mons Mensae en latín) en Sudáfrica, desde donde Lacaille hizo importantes observaciones del cielo austral.
La constelación forma una cuña en forma de llave en el cielo y se extiende desde aproximadamente 4 h hasta 7,5 h en ascensión recta, y de 71 a 85,5 grados de declinación. Después de la constelación circumpolar de Octans, es la más austral de las constelaciones. Debido a esto, es esencialmente inobservable desde el hemisferio norte. Además de las ya mencionada, otras constelaciones vecinas son Chamaeleon, Hydrus y Volans.

## Historia
Dado que fue ideada en el siglo XVII, y se encuentra en el hemisferio sur, no fue visible para los pueblos del Mediterráneo o culturas antiguas, por lo tanto no hay mitología asociada a esta constelación.

## Características destacables

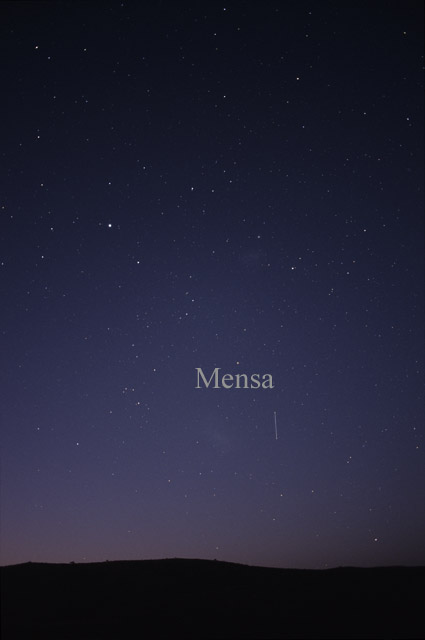
Constelación de Mensa

Mensa no contiene estrellas brillantes, siendo su principal estrella α Mensae apenas observable a simple vista. Esta es una enana amarilla de tipo espectral G7V con cierta semejanza con el Sol: tiene una temperatura superficial ligeramente inferior a la de nuestra estrella —5587 K— y una luminosidad bolométrica equivalente al 83 % de la luminosidad solar. Forma un sistema binario con una enana roja, cuya separación proyectada es de 31 ua. El sistema se encuentra a 33,3 años luz de la Tierra.
Las siguientes estrellas en cuanto a brillo son γ Mensae, gigante naranja de tipo K2III distante 105 años luz, y β Mensae, gigante de tipo G8III mucho más alejada, pues está a 660 años luz. Esta última es 512 veces más luminosa que el Sol.
π Mensae es otra enana amarilla, de tipo espectral G0V. Con una temperatura de 5996 K y una luminosidad un 49 % superior a la del Sol, posee una metalicidad ligeramente mayor que la solar ([Fe/H] = +0,03); a excepción del aluminio, su composición química es muy parecida a la de nuestra estrella. En torno a π Mensae se han detectado un planeta de tipo «supertierra» con un período orbital de 6,27 días y una enana marrón con un período orbital de 2088 días.
TZ Mensae es una binaria eclipsante compuesta por dos estrellas blancas de la secuencia principal de tipo espectral A0V y A8V, siendo su período orbital de 8,57 días.
También binaria eclipsante es UX Mensae, si bien en este caso son dos estrellas de tipo F5V y F8V con un período de 4,18 días.

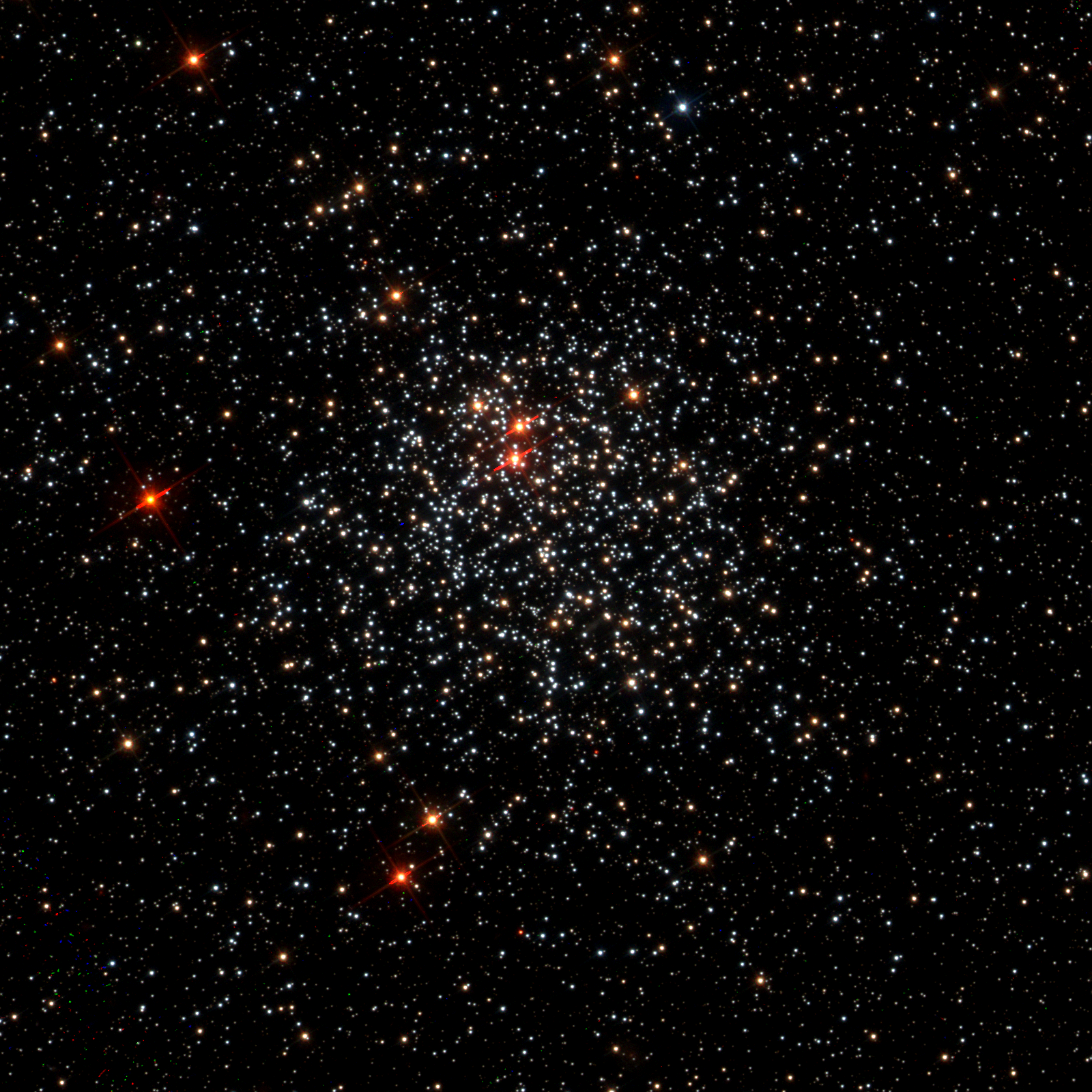
Cúmulo NGC 1987 en la Gran Nube de Magallanes

En otras dos estrellas de la constelación se han descubierto planetas extrasolares. HD 39194 es una enana naranja de tipo espectral K0V con tres planetas que orbitan a 0,05, 0,09 y 0,17 ua de la estrella. Todos ellos son «supertierras» con masas comprendidas entre 3,7 y 5,9 veces la masa terrestre.
Igualmente, HD 38283 —oficialmente llamada Bubup— es una estrella de tipo F9.5V con un planeta a 1,02 ua.
La Gran Nube de Magallanes, galaxia satélite de la Vía Láctea, se encuentra parcialmente dentro de los límites de Mensa, aunque la mayor parte se encuentra en la vecina constelación de Dorado. Entre las estrellas de esta galaxia está W Mensae, una supergigante blanco-amarilla de tipo F5I y variable R Coronae Borealis. NGC 1987 es un cúmulo globular que también pertenece a la Gran Nube de Magallanes. 
La primera imagen tomada por el observatorio de rayos X Chandra fue de PKS 0637-752, un cuásar en Mensa con una gran cantidad de gas visible tanto en el espectro visible como en rayos X.

## Estrellas

### Estrellas principales
- α Mensae, enana amarilla de tipo espectral G7V en muchos aspectos similar al Sol. Con magnitud 5,08 es el astro con mayor brillo en la constelación.
- π Mensae, enana amarilla de magnitud 5,65 situada a 59 años luz; en torno a ella orbita un planeta a 0,07 ua y, en una órbita mucho más externa, una enana marrón a 3,28 ua.
- 31 Mensae (TZ Mensae), binaria eclipsante compuesta por dos estrellas blancas de brillo variable entre magnitud 6,19 y 6,87.
- W Mensae, variable R Coronae Borealis en la Gran Nube de Magallanes cuyo brillo alcanza —en su máximo— magnitud 13,4.
- UX Mensae, binaria eclipsante de magnitud 7,20.
- WX Mensae, gigante roja y variable irregular cuyo brillo fluctúa entre 5,72 y 5,87.
- AO Mensae, variable BY Draconis miembro de la asociación estelar de Beta Pictoris.
- HD 39194, enana naranja en donde se han descubierto tres planetas extrasolares.

### Otras estrellas condenominación de Bayer
- β Men 5,30; γ Men 5,18; δ Men 5,67; ε Men 5,54; ζ Men 5,61; θ Men 5,45; η Men 5,47; ι Men 6,04; κ Men 5,46; λ Men 6,54; μ Men 5,53; ν Men 5,78; ξ Men 5,84

## Objetos de cielo profundo
- La Gran Nube de Magallanes se encuentra en el límite entre Dorado y Mensa. Es una galaxia satélite de la Vía Láctea que forma parte del Grupo Local y se encuentra a unos 160.000 años luz (~ 50.000 pársecs) de distancia.